# Synasellus pireslimai
Synasellus pireslimai là một loài chân đều trong họ Asellidae. Loài này được Braga miêu tả khoa học năm 1959.